# Spaniens U20-herrlandslag i fotboll
Spaniens U20-herrlandslag i fotboll är Spaniens landslag för spelare under 21 år. Laget lyder under det spanska fotbollsförbundet, Real Federación Española de Fútbol. Lagets tränare är López Caro och Iñaki Sáez.

## Spaniens lag till U20-VM
| Nr    | Namn                     | Position    | Ålder | Landskamp | Klubb           |
| ----- | ------------------------ | ----------- | ----- | --------- | --------------- |
| 1     | Antonio Adán             | Målvakt     | 20    |           | Real Madrid B   |
| 2     | Antonio Barragán         | Försvarare  | 20    |           | Deportivo       |
| 3     | José Ángel Crespo        | Försvarare  | 20    |           | Sevilla         |
| 4     | Marc Valiente            | Försvarare  | 20    |           | Barcelona       |
| 5     | Gerard Piqué             | Försvarare  | 20    |           | Barcelona       |
| 6     | Mario Suárez             | Mittfältare | 20    |           | Real Valladolid |
| 7     | Toni                     | Mittfältare | 20    |           | Aris            |
| 8     | Javi García              | Mittfältare | 20    |           | Real Madrid     |
| 9     | Alberto Bueno            | Anfallare   | 19    |           | Real Madrid     |
| 10    | Esteban Granero          | Mittfältare | 20    |           | Real Madrid     |
| 11    | Diego Capel              | Mittfältare | 19    |           | Sevilla         |
| 12    | Roberto Canella          | Försvarare  | 19    |           | Sporting        |
| 13    | Diego Capel              | Målvakt     | 19    |           | Atlético Madrid |
| 14    | Adrián González          | Mittfältare | 19    |           | Real Madrid     |
| 15    | Iriome                   | Mittfältare | 20    |           | Tenerife        |
| 16    | Juan Mata                | Anfallare   | 19    |           | Valencia        |
| 17    | Gorka Urkola             | Försvarare  | 20    |           | Real Sociedad   |
| 18    | Adrián                   | Anfallare   | 19    |           | Deportivo       |
| 19    | Marcos García            | Mittfältare | 20    |           | Villarreal      |
| 20    | Stephen Sunday           | Mittfältare | 18    |           | Valencia        |
| 21    | Javier Martínez González | Mittfältare | 20    |           | Albacete        |
| Coach | Ginés Meléndez           |             |       |           |                 |